# 陳萬青
陳萬青（?—?），字湘南、遠山，號湘南，浙江嘉興府石門縣（今浙江省桐鄉市崇福鎮）人，清朝政治人物、榜眼。
乾隆四十六年（1781年），登進士一甲二名進士，任翰林院編修。乾隆四十八年，任順天鄉試同考官。乾隆五十年，任翰林院侍講。乾隆五十一年，任江西鄉試正考官。乾隆五十二年，任會試同考官。次年，任翰林院侍讀、戊申預行正科鄉試同考官。乾隆五十五年，任會試同考官。乾隆五十九年，任山東鄉試副考官。次年，任廣東鄉試正考官、陝甘學政。